# Aufheben
Aufheben o Aufhebung è un termine tedesco, adoperato da Hegel, per indicare il procedimento della dialettica che, al contempo, conserva e mette via ciascuno dei suoi momenti. Il termine è difficilmente traducibile: in italiano, perlopiù si ricorre a "superamento".
"Superamento" è la traduzione che viene preferita fra gli studiosi del pensiero hegeliano come E. De Negri nella sua traduzione della Fenomenologia, B. Croce per l'Enciclopedia, A. Moni e C. Cesa per la Scienza della logica, V. Verra, per la Scienza della logica.  Altre traduzioni sono "levamento" (G. Garelli), "sublimazione" (V. Cicero). In inglese si ricorre a sublation (reso in italiano come "sublazione"). Aufheben in tedesco ha quindi il triplo significato di «sollevare», «conservare, mantenere» e, al contempo, «metter fine, toglier via»; "togliere" non significa semplicemente eliminare una determinazione in favore di un'altra, ma significa che una determinazione non viene pensata più nella sua indipendenza, assolutezza e immediatezza, ma viene abbassata a momento di un intero.

## Aufhebenin Hegel
In Hegel, il termine Aufhebung, proprio per la compresenza di significati opposti in un'unica parola (enantiosemia), è assunto a designazione del principio base della dialettica, per indicare cioè una negazione che non sia però nullificazione od abolizione. Esso indica che la contraddizione dell'antitesi non viene eliminata nel momento della sintesi, bensì continua ad essere come negata, cioè "resta come tolta o superata" (aufgehoben, che in tedesco è il participio passato dello stesso verbo, che letteralmente significa "togliere").
Poiché la sintesi è la negazione dell'antitesi, che a sua volta è la negazione della tesi precedente, la sintesi è anche la negazione di una negazione (o doppia negazione) di una tesi, cioè un'affermazione o nuova tesi. Infatti, due negazioni affermano. In altre parole, ricalcando Spinoza (omnis determinativo est negatio, ogni affermazione-determinazione è una negazione), Hegel affermava in tedesco che “alle Bestimmheit ist Negation Negation” (ogni determinazione-affermazione è la negazione [di una] negazione).
La tensione tra questi significati -quello della tesi e quello dell'antitesi- tra loro contrari ben si adatta a ciò che Hegel vuole descrivere in un processo dialettico: un termine o concetto è al tempo stesso conservato e modificato attraverso l'interazione dialettica con un altro termine o concetto. "Qualcosa è tolto" - scrive Hegel - "solo in quanto è entrato nella unità col suo opposto. In questa più precisa determinazione di un che di riflesso, esso si può convenientemente chiamare momento". 
L'”Aufhebung“ è perciò il motore della dialettica stessa, e si ha allorché una determinazione concettuale venga pensata in unità col suo opposto, così da dar luogo al concreto logico. In questo modo, nella sua Scienza della logica, Hegel considera, ad esempio, i concetti di "Essere" e "Nulla" come entrambi preservati e modificati attraverso l'”Aufhebung“ per dar conto del concetto di "Divenire". Similmente, le coppie i cui termini sono, da un lato "determinatezza" o "qualità", dall'altro "vastità" o "quantità", sono entrambi preservati e superati nel concetto di "misura". Il risultato specifico dell'aufheben si manifesta nel fatto che quando delle determinazioni vengono ridotte a momenti di un'unità, esse perdono in parte quel significato che hanno nella loro reciproca indipendenza: così, ad es., essere e nulla nel divenire, assumono un nuovo significato, vale a dire quello di nascere e perire.

### Filosofia della Storia
La filosofia della storia di Hegel sottolinea l'importanza del negativo e degli eventi negativi della storia (tra cui guerre, etc.), ma non solo. La sua concezione del progresso segue una dialettica a spirale, in cui la tesi viene contrapposta all'antitesi, entrambe sublimate nella sintesi. Hegel affermò che questo processo interviene sempre nella storia, tranne in ciò che si deve considerare vero per sempre e non suscettibile di ulteriori cambiamenti o sviluppi, ciò che lui chiama das absolute Wissen (il "sapere assoluto"). La sintesi abolisce e al tempo stesso preserva la tesi e l'antitesi, un'evidente contraddizione che rende difficile interpretare questo concetto e tradurre la parola aufheben. Nella logica hegeliana, l'autocontraddizione è legittima e necessaria.
Per Hegel la storia, come la logica, procede in ogni suo più piccolo particolare attraverso la sublimazione. Per esempio, gli imperi Orientale, Greco e Romano (in cui l'individuo è ignorato o annichilato, poi riconosciuto, e alla fine soppresso dagli Stati) sono preservati "e" distrutti con il primo Impero Francese che, secondo Hegel, armonizza l'individuo all'interno dello Stato.
A livello della storia della società, la sublimazione si osserva nella dialettica signore-servo, di cui Hegel ha dato un'importante trattazione nella Fenomenologia dello spirito (1807).
Lo stesso approccio si ritrova nella storia della filosofia, quando Hegel argomenta che le più importanti idee filosofiche del passato non sono rigettate, ma preservate e cambiate nel corso dello sviluppo della filosofia.
Secondo Hegel, nella filosofia riflessiva si può sempre trovare qualcosa su cui fondare un qualsiasi concetto "assoluto". Considerando per esempio il concetto ultimo di Fichte, l'Io, si può immediatamente vedere la relazione con il "Non-Io", che permette a Fichte di definire ciò che lui chiama "Io". Come Fichte sfacciatamente ammetteva, la riflessione è circolare.
Per Hegel, il pensiero riflessivo deve essere evitato, a causa della sua circolarità: essa conduce ogni generazione di filosofi a ridiscutere sempre gli stessi problemi e argomenti. Si ha così una philosophia perennis.
Al posto del pensiero riflessivo, proprio dell'intelletto (Verstand), Hegel propone il pensiero speculativo, proprio della ragione (Vernunft): due elementi contraddittori vengono presi insieme, superati e sublimati senza distruggersi a vicenda completamente. Il pensiero speculativo cerca di evitare l'idealismo inerente al pensiero riflessivo e permette di pensare in termini concreti allo sviluppo delle cose nel presente, nel mondo reale e nella storia.

## Aufhebenin Marx
Mentre in Hegel la sublimazione esemplifica il movimento del Geist (comunemente tradotto come spirito), Marx la identifica con la modalità di sviluppo delle condizioni materiali, che danno luogo a contraddizioni dialettiche tra le classi all'interno della società civile. Un esempio di Aufhebung è quello  che si attua nella conflittualità tra proletariato e borghesia che trova nella società senza classi il superamento di entrambe.
Il giornale marxista inglese Aufheben trae il suo nome da questo concetto.

## Aufhebenin Freud
Pur non privo di interesse per Hegel, Freud vide nel sintomo della malattia psichica una realtà insuperabile, che non può quindi essere oggetto di Aufheben. Il sintomo è un compromesso nell'inconscio e la permanenza di due o più istanze affettive tra loro contrastanti.